# 维克托·约恩森
维克托·约恩森（丹麥語：Victor Jørgensen，1924年6月12日—2001年8月29日），生于约灵，丹麦男子拳击运动员。他曾代表丹麦参加1952年夏季奥林匹克运动会拳击比赛，获得男子67公斤级铜牌。